# Debełt
Debełt (bułg. Дебелт) – wieś w Bułgarii, w obwodzie Burgas, w gminie Sredec. W 2023 roku liczyła 2021 mieszkańców.